# Ronde van Frankrijk 2025/Negentiende etappe
De negentiende etappe van de Ronde van Frankrijk 2025 werd verreden op 25 juli met start in Albertville en finish in La Plagne over een lengte van 95,0 kilometer.

## Parcours
Op 24 juli werd bekend gemaakt dat de etappe met 36,8 km ingekort zou worden en niet 129,9 kilometer lang zou zijn vanwege een besmettelijke ziekte bij een kudde runderen op de Col des Saisies. Het peloton vertrekt vanuit Albertville en gaat rechtdoor naar Beaufort, aan de voet van de Col du Pré, een berg van de buitencategorie (lengte 12,6 km en met een gemiddeld stijgingspercentage van 7,7%). Nadat er langs het meer van Roselend wordt gefietst komt er een klim van tweede categorie Cormet de Roselend (lengte 5,9 km en met een gemiddeld stijgingspercentage van 6,3%)volgt. Na een technische afdaling naar Bourg-Saint-Maurice krijgen de renners te maken met de derde en laatste berg van de dag: de lange en zware buitencategorie klim naar La Plagne (lengte 19,1 km en met een gemiddeld stijgingspercentage van 7,2%).

## Koersverloop
Thymen Arensman won zijn tweede etappe deze Ronde van Frankrijk. Hij was de eerste Nederlander die in hetzelfde jaar zowel in de Pyreneeën als in de Alpen een bergetappe won.

## Uitslag etappe
| Albertville – La Plagne (93,1 km) |                        |                            |         |
| Plaats                            | Naam                   | Ploeg                      | Tijd    |
| Winnaar                           | Thymen Arensman        | INEOS Grenadiers           | 2u46'06 |
| 2                                 | Jonas Vingegaard       | Visma \| Lease a Bike      | + 2"    |
| 3                                 | Tadej Pogačar          | UAE Team Emirates-XRG      | z.t.    |
| 4                                 | Florian Lipowitz       | Red Bull-BORA-hansgrohe    | + 6"    |
| 5                                 | Oscar Onley            | Picnic PostNL              | + 47"   |
| 6                                 | Felix Gall             | Decathlon AG2R La Mondiale | + 1'34" |
| 7                                 | Tobias Johannessen     | Uno-X Mobility             | + 1'41" |
| 8                                 | Ben Healy              | EF Education-EasyPost      | + 2'19" |
| 9                                 | Valentin Paret-Peintre | Soudal Quick-Step          | + 3'47" |
| 10                                | Simon Yates            | Visma \| Lease a Bike      | + 3'54" |
|                                   |                        |                            |         |
| 16                                | Victor Campenaerts     | Visma \| Lease a Bike      | + 6'18" |

 –  Thymen Arensman was de strijdlustigste renner van de etappe.

## Klassementen

### Algemeen klassement
| Algemeen klassement (gele trui) |                    |                            |            |
| Plaats                          | Naam               | Ploeg                      | Tijd       |
| Gele trui                       | Tadej Pogačar      | UAE Team Emirates-XRG      | 69u41'46"  |
| 2                               | Jonas Vingegaard   | Visma \| Lease a Bike      | + 4'24"    |
| 3                               | Florian Lipowitz   | Red Bull-BORA-hansgrohe    | + 11'09"   |
| 4                               | Oscar Onley        | Picnic PostNL              | + 12'12"   |
| 5                               | Felix Gall         | Decathlon AG2R La Mondiale | + 17'12"   |
| 6                               | Tobias Johannessen | Uno-X Mobility             | + 20'14"   |
| 7                               | Kévin Vauquelin    | Arkéa-B&B Hotels           | + 22'35"   |
| 8                               | Primož Roglič      | Red Bull-BORA-hansgrohe    | + 25'30"   |
| 9                               | Ben Healy          | EF Education-EasyPost      | + 28'02"   |
| 10                              | Ben O'Connor       | Team Jayco AlUla           | + 34'34"   |
|                                 |                    |                            |            |
| 12                              | Thymen Arensman    | INEOS Grenadiers           | + 52'41"   |
| 24                              | Xandro Meurisse    | Alpecin-Deceuninck         | + 1u43'46" |

### Puntenklassement
| Puntenklassement (groene trui) |                  |                       |        |
| Plaats                         | Naam             | Ploeg                 | Punten |
| Groene trui                    | Jonathan Milan   | Lidl-Trek             | 352    |
| 2                              | Tadej Pogačar    | UAE Team Emirates-XRG | 272    |
| 3                              | Biniam Girmay    | Intermarché-Wanty     | 213    |
| 4                              | Jonas Vingegaard | Visma \| Lease a Bike | 182    |
| 5                              | Anthony Turgis   | TotalEnergies         | 169    |
| 6                              | Tim Merlier      | Soudal Quick-Step     | 156    |
| 7                              | Jonas Abrahamsen | Uno-X Mobility        | 154    |
| 8                              | Quinn Simmons    | Lidl-Trek             | 123    |
| 9                              | Oscar Onley      | Picnic PostNL         | 115    |
| 10                             | Arnaud De Lie    | Lotto                 | 110    |
|                                |                  |                       |        |
| 14                             | Thymen Arensman  | INEOS Grenadiers      | 82     |

### Bergklassement
| Bergklassement (bolletjestrui) |                        |                            |        |
| Plaats                         | Naam                   | Ploeg                      | Punten |
| Bolletjestrui                  | Tadej Pogačar          | UAE Team Emirates-XRG      | 117    |
| 2                              | Jonas Vingegaard       | Visma \| Lease a Bike      | 104    |
| 3                              | Lenny Martinez         | Bahrain-Victorious         | 97     |
| 4                              | Thymen Arensman        | INEOS Grenadiers           | 85     |
| 5                              | Ben O'Connor           | Team Jayco AlUla           | 51     |
| 6                              | Valentin Paret-Peintre | Soudal Quick-Step          | 51     |
| 7                              | Felix Gall             | Decathlon AG2R La Mondiale | 46     |
| 8                              | Primož Roglič          | Red Bull-BORA-hansgrohe    | 43     |
| 9                              | Oscar Onley            | Team Picnic PostNL         | 42     |
| 10                             | Michael Woods          | Israel-Premier Tech        | 38     |
|                                |                        |                            |        |
| 18                             | Tim Wellens            | UAE Team Emirates-XRG      | 12     |

### Jongerenklassement
| Jongerenklassement (witte trui) |                        |                         |            |
| Plaats                          | Naam                   | Ploeg                   | Tijd       |
| Witte trui                      | Florian Lipowitz       | Red Bull-BORA-hansgrohe | 69u52'55"  |
| 2                               | Oscar Onley            | Picnic PostNL           | + 1'03"    |
| 3                               | Kévin Vauquelin        | Arkéa-B&B Hotels        | + 11'26"   |
| 4                               | Ben Healy              | EF Education-EasyPost   | + 16'53"   |
| 5                               | Raúl García Pierna     | Arkéa-B&B Hotels        | + 2u04'49" |
| 6                               | Ilan Van Wilder        | Soudal Quick-Step       | + 2u12'05" |
| 7                               | Romain Grégoire        | Groupama-FDJ            | + 2u20'49" |
| 8                               | Valentin Paret-Peintre | Soudal Quick-Step       | + 2u35'56" |
| 9                               | Alex Baudin            | EF Education-EasyPost   | + 2u38'53" |
| 10                              | Frank van den Broek    | Picnic PostNL           | + 2u40'51" |

### Ploegenklassement
| Ploegenklassement |                                 |            |
| Plaats            | Ploeg                           | Tijd       |
|                   | Team Visma \| Lease a Bike      | 210u05'23" |
| 2                 | UAE Team Emirates-XRG           | + 24'26"   |
| 3                 | Red Bull-BORA-hansgrohe         | + 1u18'56" |
| 4                 | Arkéa-B&B Hotels                | + 2u08'11" |
| 5                 | Decathlon AG2R La Mondiale Team | + 2u08'15" |

1e etappe ·
2e etappe ·
3e etappe ·
4e etappe ·
5e etappe ·
6e etappe ·
7e etappe ·
8e etappe ·
9e etappe ·
10e etappe ·
11e etappe ·

12e etappe ·
13e etappe ·
14e etappe ·
15e etappe ·
16e etappe ·
17e etappe ·
18e etappe ·
19e etappe ·
20e etappe ·
21e etappe
Startlijst · Eindstanden · Afbeeldingen